# Omopterinis
Els omopterinis (Omopterini) són una tribu de lepidòpters ditrisis de la família dels erèbids (Erebidae), subfamília Erebinae.

## Taxonomia
La tribu es va dividir de la tribu Ophiusini (també de la subfamília Erebinae). Una anàlisi filogenètica va mostrar que els gèneres del Nou Món no eren els parents més propers dels altres gèneres d'Ophiusini.

## Gèneres
- Acritogramma
- Amolita
- Bendisodes
- Coenipeta
- Coxina
- Elousa
- Epidromia
- Eubolina
- Euclystis
- Euparthenos
- Helia
- Heteranassa
- Itomia
- Kakopoda
- Lesmone
- Matigramma
- Metria
- Pseudanthracia
- Selenisa
- Toxonprucha
- Tyrissa
- Zale
- Zaleops